# Ion Duca

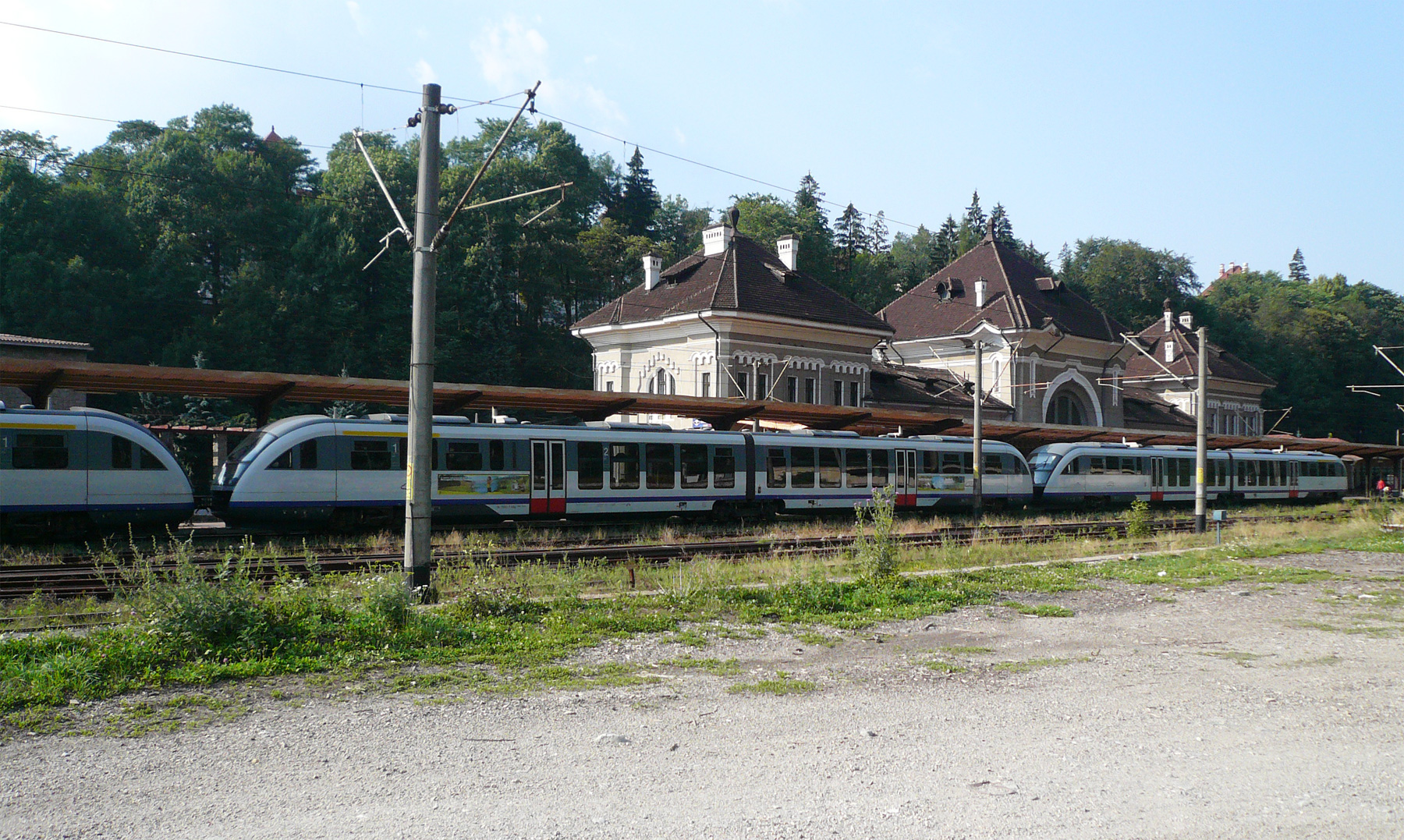
Järnvägsstationen i Sinaia, där Duca dödades. Fotografi taget 2007.

Ion Gheorghe Duca, född 20 december 1879 i Bukarest, död 29 december 1933 i Sinaia, var Rumäniens premiärminister från den 14 november till 29 december 1933, då han mördades för sina försök att hindra den fascistiska organisationen Järngardet.

## Liv och karriär
Ion Duca blev juris doktor i Paris 1902 med avhandlingen Les sociétés coopératives en Roumanie. Han var 1903–1907 verkställande direktör för den rumänska kooperationens centralkassa. Duca inträdde i Rumänska Deputeradekammaren för det liberala partiet år 1907 och var 1914–1918 ecklesistatikminister, 1918–1922 jordbruksminister, 1922–1926 utrikesminister och 1927–1928 inrikesminister under Ionel och Vintilă Brătianu. Som jordbruksminister genomförde Duca den stora jordreformen. Vid Vintilă Brătianus död i december 1930 efterträdde han denne som det liberala partiets chef.
Som en del av en grupp av professorer, fysiker, soldater, och så vidare, hjälpte han till med att få scouting till Rumänien.
Utsedd som utrikesminister år 1922 stödde han lilla ententen. 
I november 1933 utsågs han till premiärminister av kung Carol II. Som premiärminister arbetade Duca med att motarbeta det ökande stödet för Järngardet som leddes av Corneliu Zelea Codreanu. Han förbjöd deras parti som gick under namnet Allt för Fäderneslandet, och det som följde var en tid av politiskt våld mellan regeringen och Järngardet. Duca gav order om att hotfulla Järngardet-medlemmar skulle gripas, gripandena ledde till döden för vissa av medlemmarna under förhören med gendarmeriet och polis. 12 Järngardet-medlemmar ska ha dödats. Tre anhängare av organisationen som släpptes ur fängelse vid denna tid svarade med att skjuta ihjäl Duca öppet på Sinaias järnvägsstation. De tre mördarna dömdes till livstids fängelse.
Duca skrev memoarer om sina upplevelser som minister under första världskriget. Hans son, George, redigerade memoarerna vid Hooverinstitutet vid Stanford University under 1970- och 1980-talet. En minnesplakat för Ion Duca finns uppsatt vid järnvägsstationen i Sinaia där han dödades.